# بریجیت کالاهان
بریجیت کالاهان (انگلیسی: Bridget Callahan؛ زادهٔ ۱۶ آوریل ۱۹۹۶) بازیکن فوتبال اهل ایالات متحده آمریکا است.
از باشگاه‌هایی که در آن بازی کرده‌است می‌توان به باشگاه فوتبال اورلندو پراید اشاره کرد.